# Julius Hesse
Julius Hesse (* 23. April 1875 in Borgholzhausen; † 6. März 1944 in Theresienstadt) war ein deutscher Kaufmann und Fußballfunktionär.

## Leben
Der jüdische Kaufmann Hesse betrieb ein Schuh- und Sportgeschäft am Alten Markt in der Bielefelder Altstadt. Er war verheiratet und hatte drei Töchter. Nach der Machtergreifung der Nationalsozialisten wurde sein Geschäft Opfer des staatlich verordneten Boykotts jüdischer Geschäfte. Mitglieder der SA schrieben Parolen wie „Heil Hitler! Schuhe kauft man bei Wittler! Kauf sie bloß nicht bei Hesse, sonst bekommst du was in die Fresse!“ an die Schaufenster. Mitte der 1930er Jahre versuchten die Eheleute Hesse, Selbstmord zu begehen, was jedoch misslang. Im November 1938 kam Hesse in das KZ Buchenwald, konnte aber später nach Bielefeld zurückkehren. Am 12. Mai 1943 wurde Hesse mit seiner Frau in das KZ Theresienstadt deportiert. Julius Hesse ist dort am 6. März 1944 umgekommen. Seine Ehefrau wurde am 16. Mai 1944 von Theresienstadt nach Auschwitz deportiert und dort ermordet. Die drei Töchter überlebten den Holocaust, da sie in die USA, Belgien bzw. Israel emigrierten.
Vor dem Bielefelder Hauptbahnhof steht ein Mahnmal an die von hier aus deportierten Juden, auf dem die Namen der Eheleute Hesse vermerkt sind. Die Fan-AG von Arminia Bielefeld übernahm eine Patenschaft für die Stolpersteine, die Julius und seiner Frau Jenni Hesse gewidmet sind. Die Stolpersteine befinden sich in der Rathausstraße 1 in Bielefeld. Im Juni 2021 wurde der Platz hinter der Westtribüne der Bielefelder SchücoArena Julius-Hesse-Platz getauft.

## Präsident von Arminia Bielefeld
Hesse war Mitglied des Vereins Arminia Bielefeld und übernahm im Jahre 1909 den Vereinsvorsitz von Emil Schröder, der aus beruflichen Gründen nach Braunschweig verzog. Der Verein befand sich seinerzeit in einer schweren finanziellen Krise. Die Arminia hatte an der Kaiserstraße, der heutigen August-Bebel-Straße, ein Gelände erworben und dieses unter hohem finanziellen Aufwand hergerichtet. Allerdings wurde das Areal von der Stadtverwaltung beschlagnahmt. Da die Arminia damals noch nicht im Vereinsregister eingetragen war, fürchteten viele Mitglieder, von den Gläubigern in Haftung genommen zu werden und traten aus dem Verein aus. Julius Hesse vereinbarte mit den Gläubigern eine Ratenzahlung, um den Schuldenberg abzutragen. Ferner ließ er den Verein in das Vereinsregister eintragen. 1914 übergab Hesse den Vereinsvorsitz an Siegmund Willig.
Ob und wann Julius Hesse wegen seines jüdischen Glaubens aus dem Verein ausgeschlossen wurde, ist nicht bekannt. Ebenso ist nicht bekannt, ob Hesse wegen seiner Verdienste um den Verein zum Ehrenmitglied ernannt wurde. In der Nachkriegszeit wurde Hesses Wirken in den Festschriften der Arminia stets lobend erwähnt. Jedoch sollte es bis 2005 dauern, ehe sein Schicksal in der Vereinschronik zum hundertjährigen Jubiläum erstmals erwähnt wird.